# Museo nazionale romano di palazzo Altemps
Il Museo nazionale romano di palazzo Altemps è una delle quattro sedi del Museo Nazionale Romano. È sito nel rione Ponte in Piazza di San Apollinare 44, nei pressi di Piazza Navona.
Dal 1604, dopo che papa Clemente VIII ebbe autorizzato la richiesta di Giovanni Angelo d'Altemps, II duca di Gallese, vi riposa papa Aniceto.

## Le opere
La sede raccoglie le prestigiose collezioni di scultura antica appartenute a nobili famiglie romane e in seguito pervenute in proprietà dello Stato.
Oggi ospita diverse collezioni, tra cui:
- la collezione Ludovisi Boncompagni
- la collezione Mattei
- la collezione Altemps
- la collezione del Drago
- la collezione Brancaccio
- la collezione egizia.

Il palazzo comprende anche l'antico teatro privato, attualmente spazio adibito ad esposizioni temporanee, e la chiesa di Sant'Aniceto. Negli spazi aperti al pubblico sono evidenziate anche le tracce dell'evoluzione architettonica e decorativa del palazzo.

## Opere principali
- Trono Ludovisi
- Galata suicida
- Sarcofago Grande Ludovisi
- Sarcofago Piccolo Ludovisi
- Ares Ludovisi

## Galleria d'immagini

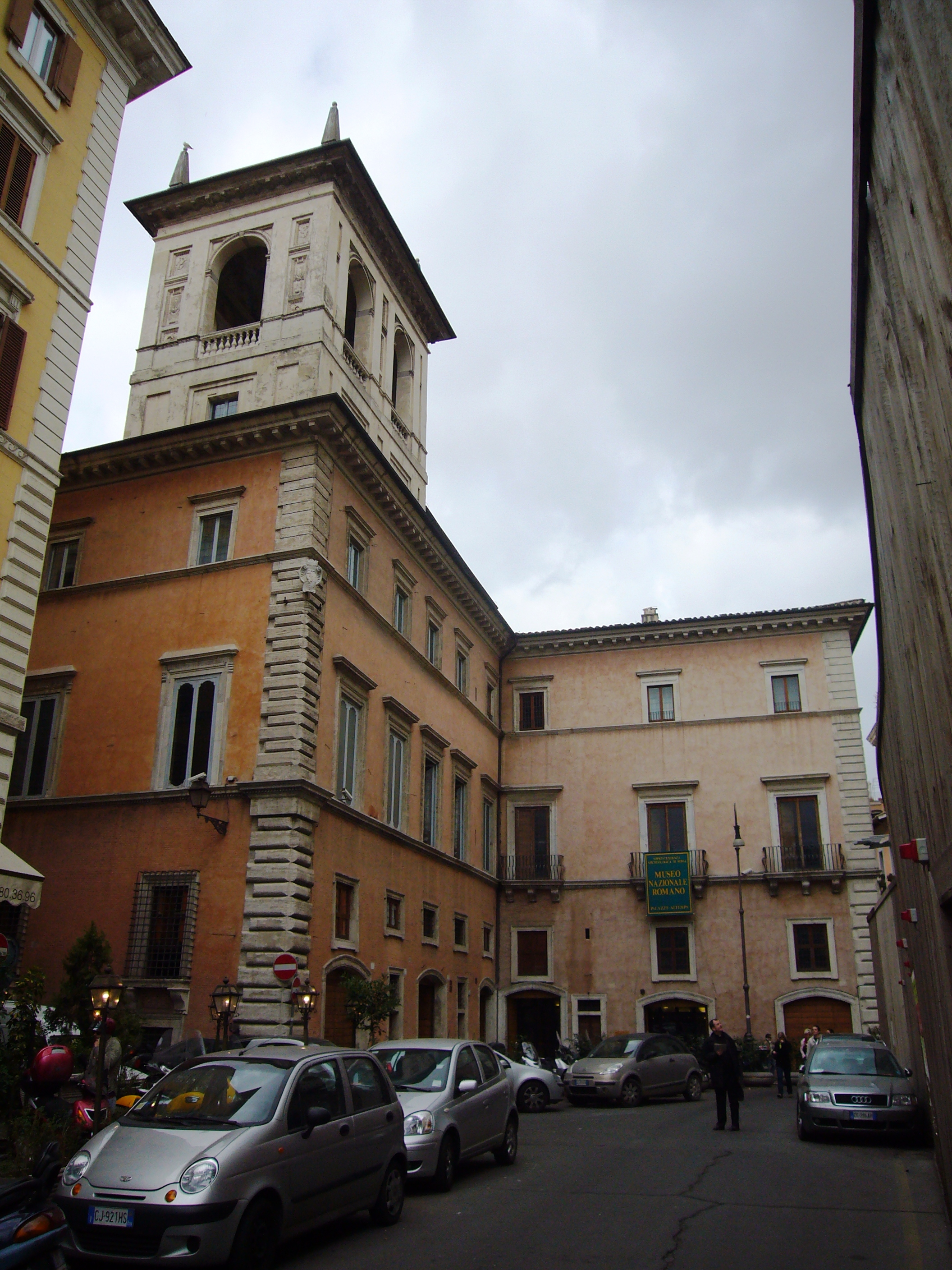
L'esterno del palazzo
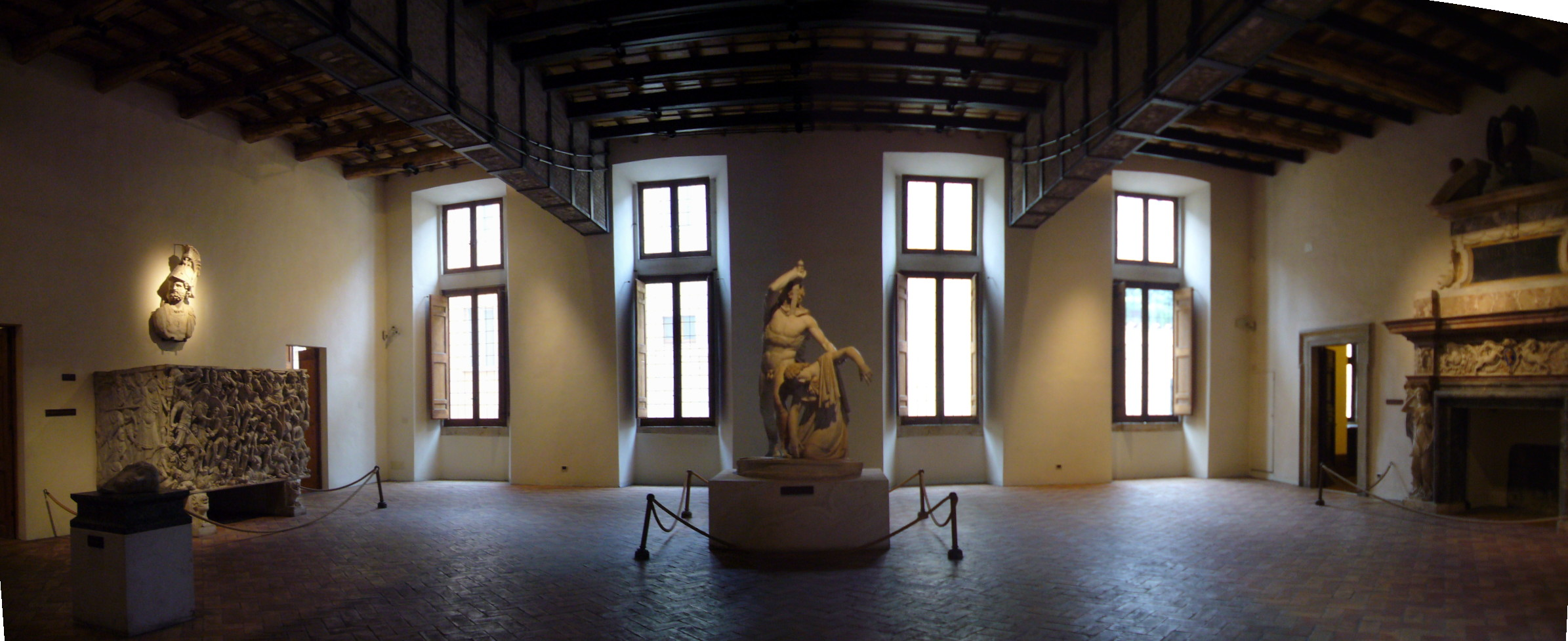
Una sala del museo
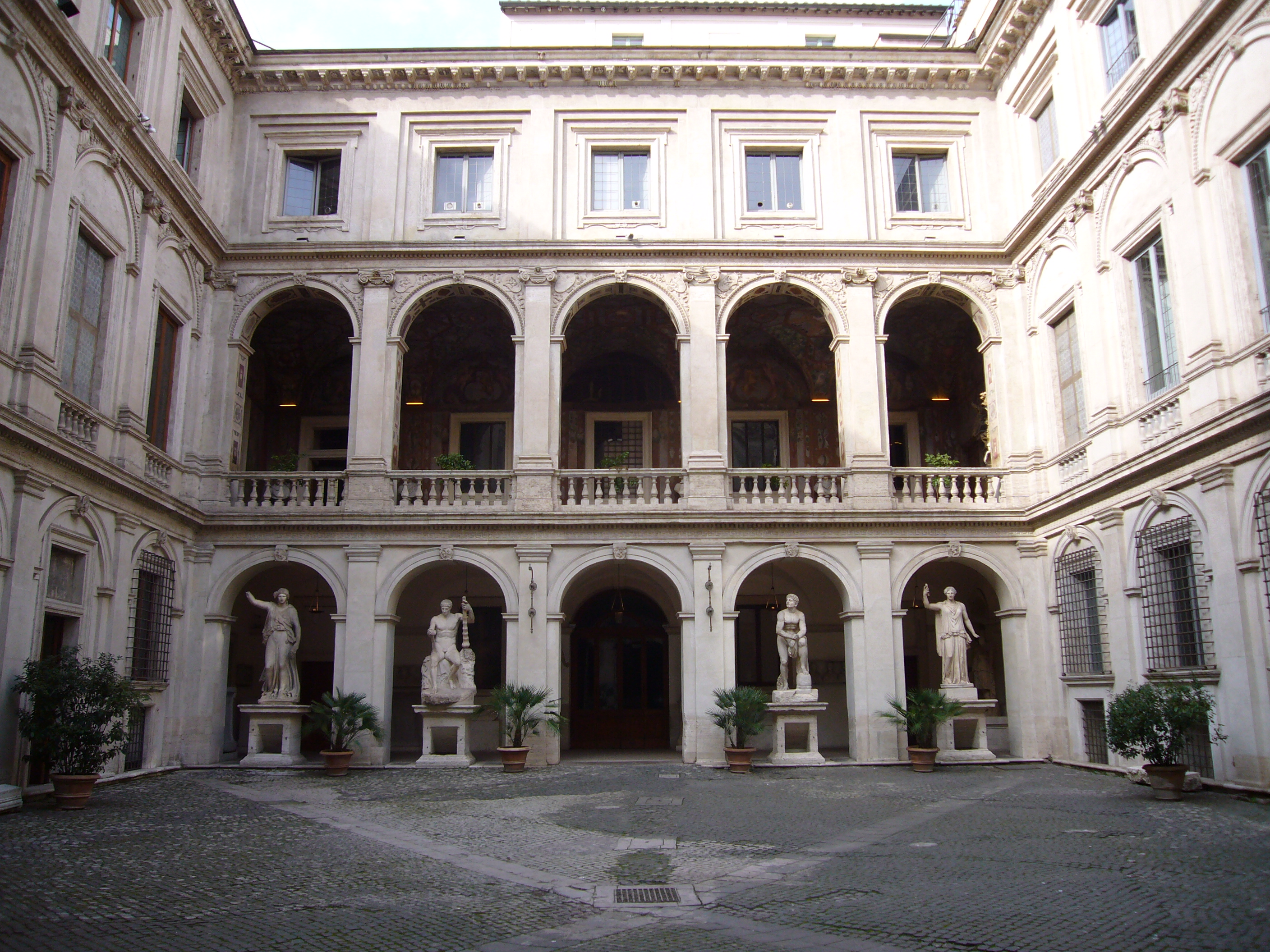
Il cortile maggiore
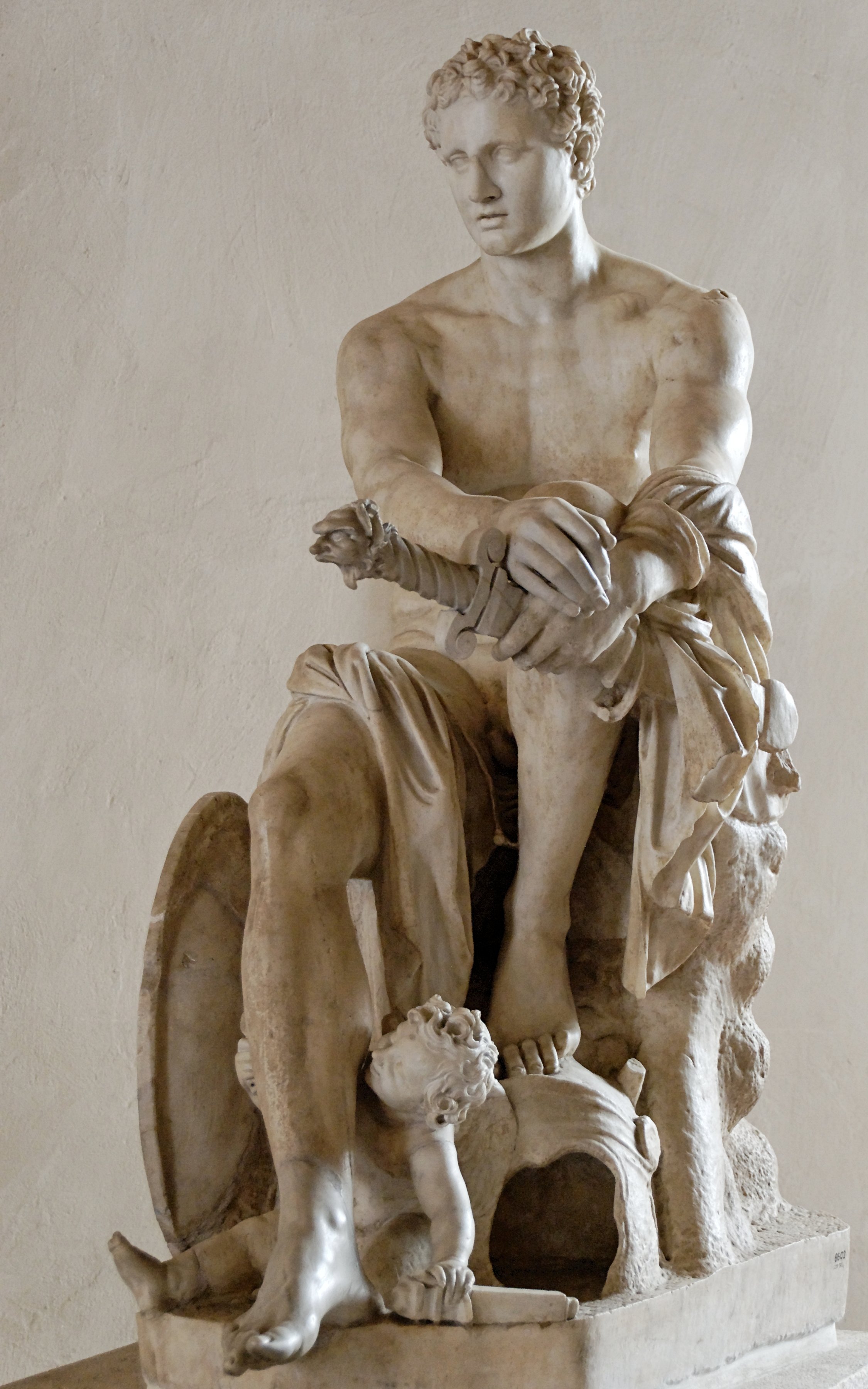
Ares Ludovisi
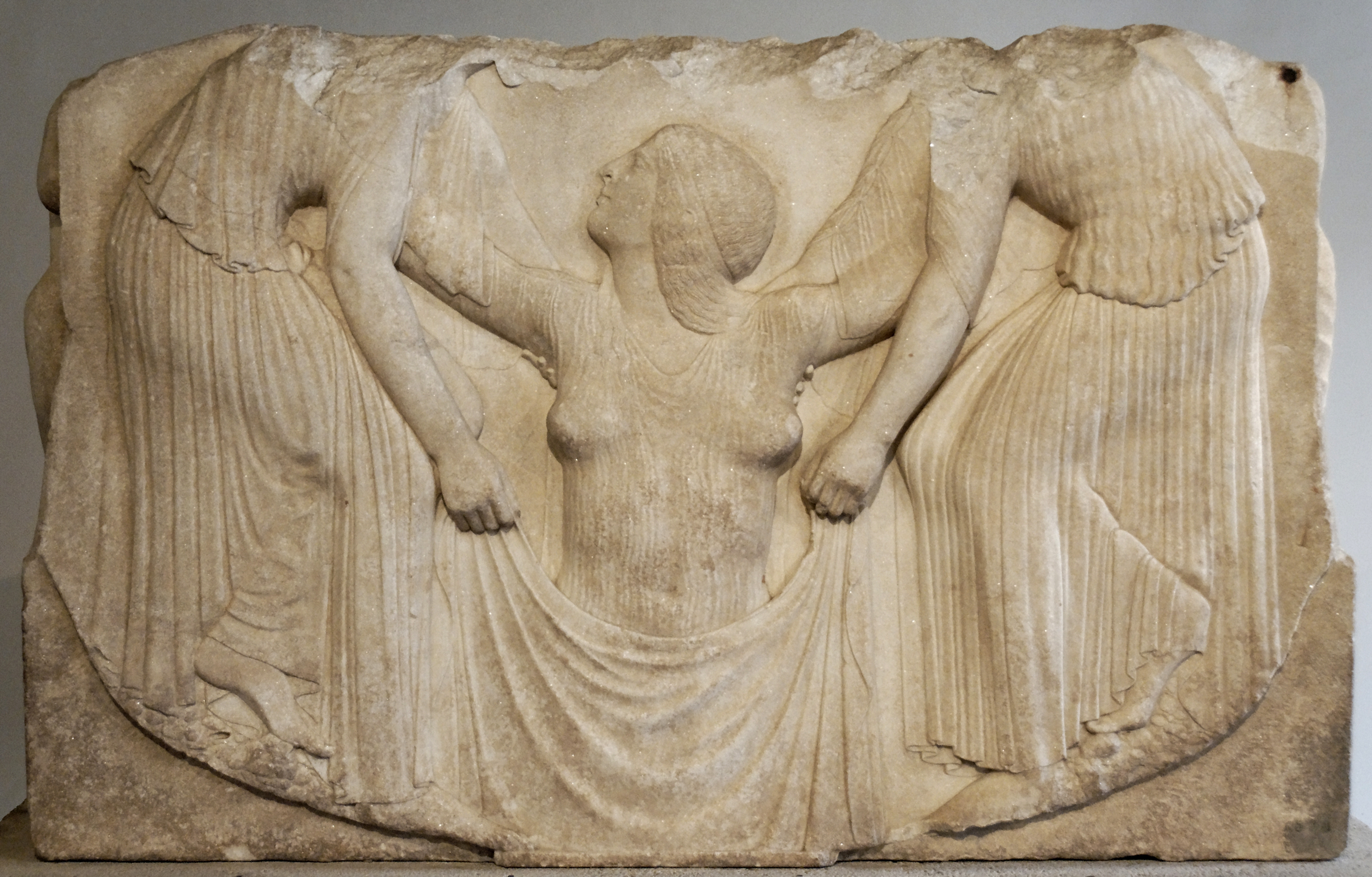
Il Trono Ludovisi
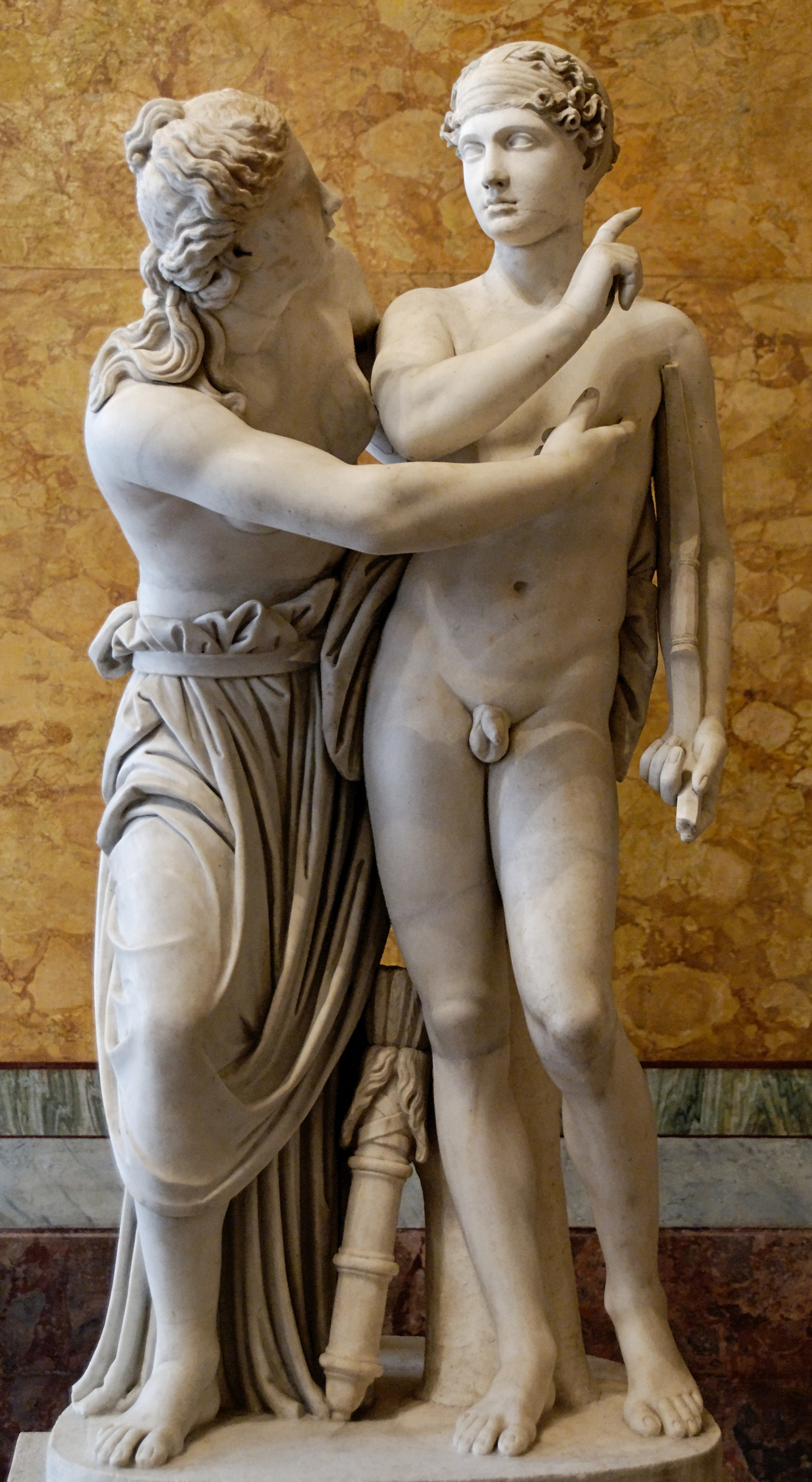
Amore e Psiche